# Lecanoraceae
Lecanoraceae is een familie van korstmossen dat behoort tot de orde Lecanorales van de ascomyceten. Het typegeslacht is Lecanora. De familie komt wereldwijd voor. De familie is beschreven door de Duitse lichenoloog Gustav Wilhelm Körber en werd in 1855 voor het eerst geldig gepubliceerd.
Enkele bekende soorten zijn:
- Gewoon purperschaaltje (Lecidella elaeochroma)
- Kastanjebruine schotelkorst (Lecanora campestris)
- Muurschotelkorst (Lecanora muralis)
- Witte schotelkorst (Lecidella elaeochroma)

## Geslachten
De familie bevat in totaal 34 geslachten:
1. Ameliella
2. Bryodina
3. Bryonora
4. Carbonea
5. Chlorangium
6. Cladidium
7. Claurouxia
8. Clauzadeana
9. Diomedella
10. Edrudia
11. Glaucomaria
12. Huea
13. Japewiella
14. Lecanora
15. Lecanoropsis
16. Lecidella
17. Miriquidica
18. Myriolecis
19. Myrionora
20. Omphalodina
21. Palicella
22. Protoparmeliopsis
23. Psorinia
24. Pulvinora
25. Punctonora
26. Pyrrhospora
27. Rhizoplaca
28. Sagema
29. Sedelnikovaea
30. Straminella
31. Traponora
32. Tylothallia
33. Vainionora
34. Woessia